# Phường 8 (Vũng Tàu)
Phường 8 is een phường in de stad Vũng Tàu, in de Vietnamese provincie Bà Rịa-Vũng Tàu.